# Hermandad de las Penas (Sevilla)
La Hermandad de las Penas es una cofradía católica con sede en la iglesia de San Vicente de Sevilla. Procesiona en la Semana Santa.
Su nombre completo es Hermandad y Cofradía de Nazarenos de Nuestro Padre Jesús de las Penas y María Santísima de los Dolores.

## Historia
En un claustro de la Casa Grande de la Orden Carmelita, recibía culto una imagen de un Nazareno caído en la tierra bajo la advocación de Jesús de las Penas. Con la invasión francesa en 1810 se produjo el cierre del convento, que permaneció así hasta su reapertura en 1845. Sin embargo, en 1868 este convento fue clausurado definitivamente por la Junta Revolucionaria y el Nazareno pasó a la iglesia parroquial de San Vicente. En 1835 fray José López, que había sido prior del convento, escribió un libro de oraciones al Jesús de las Penas que la hermandad conserva en la actualidad.
En 1875 algunos feligreses crearon una hermandad en torno al Nazareno caído, añadiendo el culto a una Virgen dolorosa que se encontraba también en la parroquia. Realizó su primera estación de penitencia en 1878. La hermandad desapareció a finales del siglo XIX y se reorganizó en 1923.
Las imágenes de la hermandad se encontraban en altares situados en distintos lugares de la iglesia de San Vicente, pero en 1946, la Hermandad de las Siete Palabras les cedió una capilla en el lado de la epístola de la iglesia.
En 1967 la hermandad adquirió una cruz de carey procedente de la Hermandad de Jesús Nazareno de Écija, realizada por Juan Francisco de Pareja en 1735.

## Jesús de las Penas

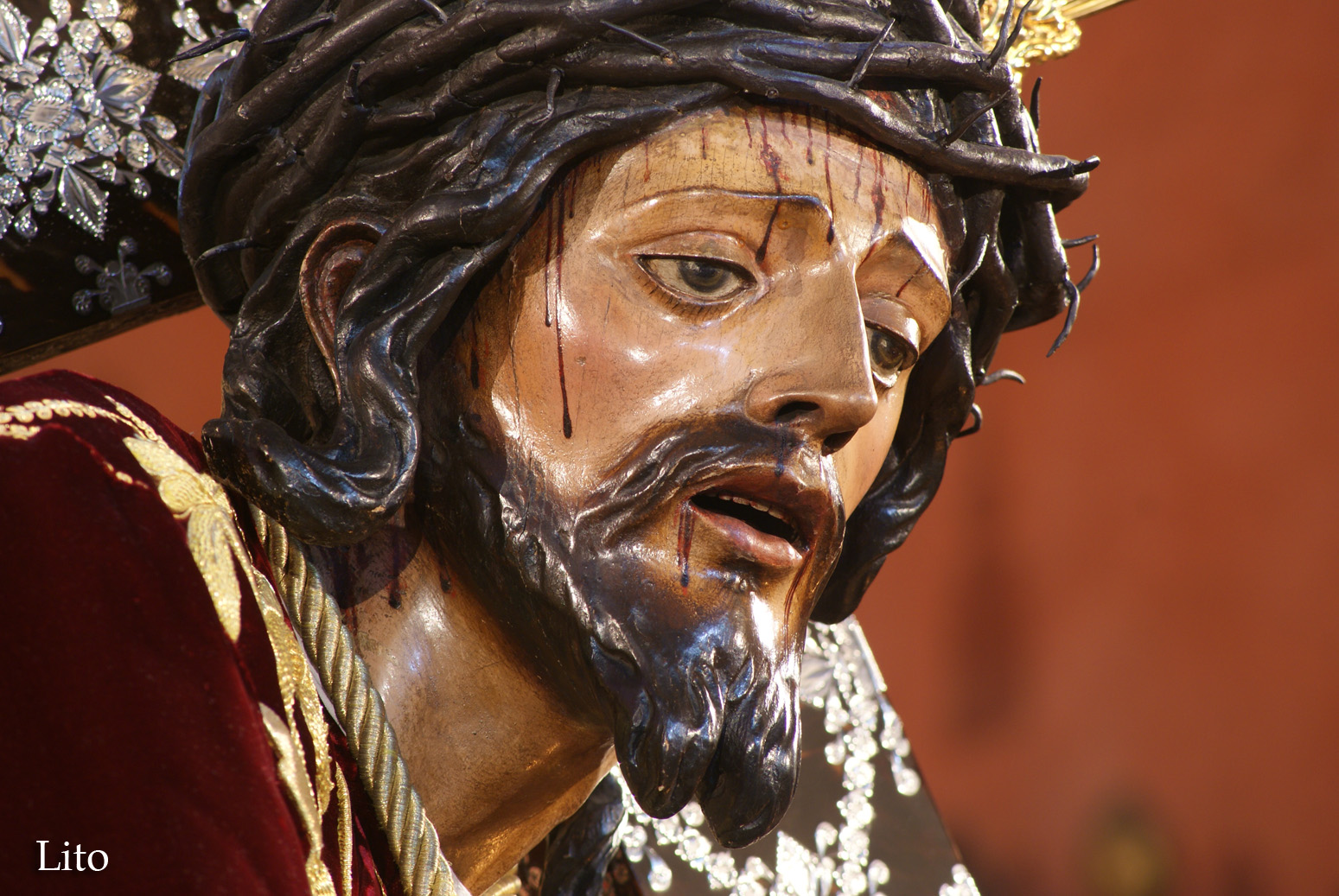
Jesús de las Penas.

Representa una de las caídas de Jesús con la cruz a cuestas mientras camina hacia el monte del Calvario. La imagen de Cristo es del siglo XVII y se atribuye a Pedro Roldán. Aunque está realizada la talla completa le fue colocada una túnica morada. La hermandad tiene dos túnicas de terciopelo moradas con bordados en oro para serle colocadas en diversas ocasiones. Ha sido restaurado y consolidado en el año 1980 por Rafael Barbero Medina. Jesús lleva potencias de oro labradas por Jesús Domínguez.
El paso Cristo actual, de estilo neobarroco, se estrenó en 1959. El proyecto fue de Alba, la talla de Vega, el dorado de Luis Jiménez, dibujos de Cayetano González, bordados de Caro, y orfebrería y faroles de Villareal. Rafael Barbero esculpió las cabezas de marfil de los respiraderos. El paso también está decorado con 4 medallones y 26 ángeles querubines, así como con las figuras de los cuatro Evangelistas a escala reducida que, a la manera sedente, se encuentran colocados en las esquinas del canasto.

## Virgen de los Dolores

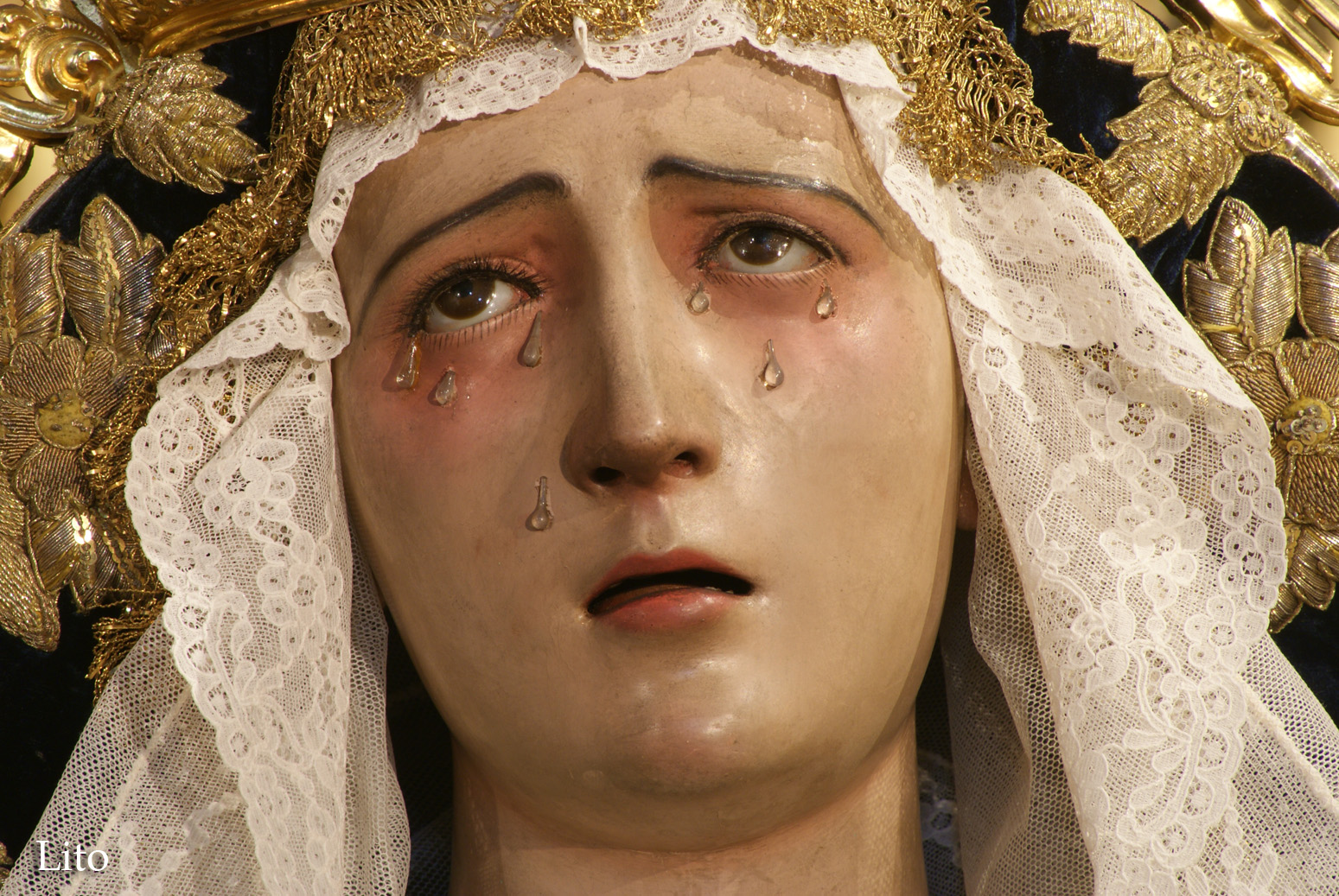
Virgen de los Dolores.

La imagen de la Virgen también es anónima del siglo XVIII, aunque su origen quizás sea italiano. Otros la han atribuido al imaginero neoclásico Blas Molner. Su última restauración se realizó en 1986. La Virgen lleva corona de plata dorada.
El paso es de fina crestería plateada de Villareal. Tiene bambalinas de terciopelo rojo y borlones de oro. La corona de la Virgen, obra de Jesús Domínguez (1961); la peana de Andrés Contreras (1944); los varales (1993), las jarras y crateras (1998) y los faroles de cola, entrevarales y delanteros son de Orfebrería Andaluza (1999-2000), todos ellos basados en diseños del hermano  Juan Carrero Rodríguez.
El manto de terciopelo azul oscuro, que antes perteneció a la Hermandad de San Isidoro, ha sido alterado en su diseño inicial.

## Sede
|                                                    |
| Iglesia de San Vicente (1875-1993; 2001-presente). |

|                                     |
| Iglesia de San Isidoro (1993-2001). |

## Patrimonio musical
Las marchas dedicadas son:
- Jesús de las Penas (Antonio Pantión Pérez, 1943)
- Virgen Dolorosa (Pedro Braña Martínez, 1945)
- Tus Dolores son mis Penas (Antonio Pantión Pérez, 1970)
- Primer Centenario de las Penas (José Albero Francés, 1975)
- Dolores de San Vicente (Antonio Ignacio Gil Vargas, 1999)
- Jesús Caído (Pedro Vicedo Beneyto, 2000)
- Dolores de San Vicente (Juan Velázquez Sánchez, 2007)
- Las Penas de San Vicente (Ismael Jiménez Gómez, 2008)

## Paso por la carrera oficial
| Predecesor: Vera Cruz | Orden de entrada en la carrera oficial (Lunes Santo) 7º lugar | Sucesor: Las Aguas |